# Gypsy Train
Gypsy Train es una canción de la banda de rock estadounidense Toto, lanzada para su álbum Kingdom of Desire.

## Información
La canción es un ejemplo del brusco cambio de estilo de Toto, ya que posee como voz principal a Steve Lukather y la música posee una mezcla entre el rock normal con el famoso hard rock. El género de esta pieza proviene de hard rock, riffs de guitarra y la batería son muy dominantes, y los teclados de David Paich no existen. Además es una de las últimas canciones del Toto en las que el baterista de la banda durante esa época, Jeff Porcaro, aparece tocando, antes de morir en agosto de 1992. La canción inicia con los bombos, seguida de la guitarra. Después de este intro, inicia el bajo y se escuchan los tambores y las cajas de la batería.

## Versiones
La única versión conocida es la del Falling In Between Live, que tiene un final diferente al de la versión original.

## Apariciones en vivo
Ha aparecido en 3 giras de Toto, las cuales son:
- Kingdom Of Desire World Tour
- 25th Anniversary World Tour (Durante los conciertos del 2004 y 2005)
- Falling In Between World Tour

## Músicos
- Steve Lukather: Voz, guitarra
- David Paich: Teclados
- Jeff Porcaro: Batería, percusión
- Mike Porcaro: Bajo